# Lycodonomorphus laevissimus
Espèce
Synonymes
- Natrix laevissima Günther, 1862

Statut de conservation UICN

 LC  : Préoccupation mineure
Lycodonomorphus laevissimus est une espèce de serpents de la famille des Lamprophiidae. 

## Répartition
Cette espèce se rencontre en Afrique du Sud et en Eswatini.

## Liste des sous-espèces
Selon The Reptile Database (17 février 2014) :
- Lycodonomorphus laevissimus fitzsimonsi Raw, 1973
- Lycodonomorphus laevissimus laevissimus Günther, 1862
- Lycodonomorphus laevissimus natalensis Raw, 1973

## Publications originales
- Günther, 1893 : Descriptions of the Reptiles and Fishes collected by Mr. E. Coode-Hore on Lake Tanganyika. Proceedings of the Zoological Society of London, vol. 1893, p. 628-632 (texte intégral).
- Raw, 1973 : A review of the dusky-bellied water snake, Lycodonomorphus laevissimus (Günther), with descriptions of two new subspecies. Annals of the Natal Museum, vol. 21, no 3, p. 713-718 (texte intégral).